# アンドリヤ・ジヴコヴィッチ
アンドリヤ・ジヴコヴィッチ（セルビア語: Андрија Живковић、英語: Andrija Živković、1996年7月11日 - ）は、ユーゴスラビア（現・セルビア）出身のサッカー選手。PAOKテッサロニキ所属。セルビア代表でもある。ポジションはMF。

## 経歴

### クラブ
2009年からセルビアのパルチザン・ベオグラードのユースチームでキャリアをスタートさせ、2013年にトップチーム昇格し、4月28日、FKノヴィ・パザル戦でプロデビューを果たした。
2016年7月5日、SLベンフィカに5年契約で移籍した。
2020年9月8日、PAOKテッサロニキに移籍した。

### 代表
セルビア代表として各年代でプレーし、2014年にUEFA U-19欧州選手権に出場した。
2013年10月11日、親善試合の日本代表戦でゾラン・トシッチとの交代途中出場で、セルビア代表最年少となる17歳3ヶ月でのA代表デビューを果たした。
2015 FIFA U-20ワールドカップでは2得点を記録し、チームの優勝に貢献した。

## 代表歴

### 出場大会
- セルビア代表
  - 2018 FIFAワールドカップ
  - 2022 FIFAワールドカップ

### 試合数
- 国際Aマッチ 43試合 1得点（2013年-）[6]

| セルビア代表 | 国際Aマッチ | 国際Aマッチ |
| 年           | 出場        | 得点        |
| ------------ | ----------- | ----------- |
| 2013         | 2           | 0           |
| 2014         | 0           | 0           |
| 2015         | 1           | 0           |
| 2016         | 2           | 0           |
| 2017         | 2           | 0           |
| 2018         | 7           | 0           |
| 2019         | 3           | 0           |
| 2020         | 0           | 0           |
| 2021         | 5           | 0           |
| 2022         | 11          | 1           |
| 2023         | 10          | 0           |
| 2024         |             |             |
| 通算         | 43          | 1           |

## タイトル
クラブ
パルチザン・ベオグラード
- セルビア・スーペルリーガ (2): 2012–13, 2014–15
- セルビア・カップ (1): 2015–16

SLベンフィカ
- プリメイラ・リーガ (2): 2016-17, 2018-19
- タッサ・デ・ポルトガル (1): 2016-17
- スーペルタッサ・カンディド・デ・オリベイラ (2): 2016, 2017

代表
- FIFA U-20ワールドカップ (1): 2015